# Šourek
Šourek (latinsky scrotum, hovorově pytel) je kožovitý vak, vychlípenina břišní stěny, ve kterém jsou uložena varlata. Většinou je umístěn mezi řitním otvorem a penisem.
Spermie, které se tvoří ve varlatech, potřebují ke svému vývinu teplotu nižší, než je teplota zbytku těla. Zdá se, že u člověka je optimální teplota pro spermatogenezi asi 34.4 °C. Teplota 36.7 °C už může snižovat počet spermií v ejakulátu. Teplota uvnitř šourku je ovladatelná, v chladu se stěna šourku stáhne a přitáhne varlata k břišní stěně, kde se ohřejí; v teple se naopak šourek povolí.

## Stavba stěny šourku
Šourek je vychlípenina břišní stěny, stavba stěny šourku je tedy v podstatě stejná.
1. Na povrchu je tenká kůže, většinou bývá ochlupená (pubické ochlupení).
2. Tunica dartos – modifikované podkoží, obsahuje množství svalových buněk, které přitahují šourek k břišní stěně. Tunica dartos také tvoří přepážku, která rozděluje šourek na dvě poloviny.
3. Povrchová povázka šourku (fascia spermatica externa), derivát povrchové povázky trupu.
4. Prostor mezi povázkami, vstupuje do něj musculus cremaster, sval, který přitahuje šourek k břišní stěně.
5. Vnitřní povázka šourku (fascia spermatica interna) je derivát vnitřní břišní povázky.
6. Pobřišnice
7. Vnitřní povázka šourku proniká do šourku tříselným kanálem a tvoří obaly varlete, nadvarlete a semenného provazce. Pobřišnice vystýlá dutinu šourku a pevně se spojuje s vnitřní povázkou.

## Sestup varlat do šourku
Varlata se vyvíjejí v břišní dutině. Do šourku sestupují až později. K sestupu varlat člověka by mělo dojít do tří měsíců věku. U některých savců dochází k sestupu už prenatálně. Nesestoupení varlat se nazývá kryptorchismus. Pokud nesestoupí jedno varle, jde o jednostranný kryptorchismus nebo také monorchismus. Oboustranný kryptorchismus nemusí vést k neplodnosti.

## Šourek zvířat
Ne všichni savci mají šourek; někteří, jako například sloni, nosorožci a kytovci, mají varlata trvale umístěná v dutině břišní. U zajícovců a vačnatců je šourek umístěn před penisem.

## Onemocnění a vady
Někdy se u člověka vyskytne vychlíplý pobřišnicový vak, který sestupuje do šourku a následně se plní tkáňovou tekutinou a tlačí na varlata. Jedná se o tzv. vodní kýlu.